# Élections législatives de 1981 dans l'Oise
Les élections législatives françaises de 1981 dans l'Oise se déroulent les 14 et 21 juin 1981.

## Élus
| Circonscription | Député sortant       | Parti | Parti | Député élu ou réélu | Parti | Parti |
| --------------- | -------------------- | ----- | ----- | ------------------- | ----- | ----- |
| 1re             | Marcel Dassault      |       | RPR   | Marcel Dassault     |       | RPR   |
| 2e              | Roland Florian       |       | PS    | Roland Florian      |       | PS    |
| 3e              | Raymond Maillet      |       | PCF   | Jean-Pierre Braine  |       | PS    |
| 4e              | Arthur Dehaine       |       | RPR   | Jean Anciant        |       | PS    |
| 5e              | Jean-François Mancel |       | RPR   | Guy Vadepied        |       | PS    |

## Positionnement des partis
La majorité sortante UDF-RPR-CNIP se présente sous le sigle « Union pour la nouvelle majorité », le Parti socialiste unifié sous l'étiquette « Alternative 81 ». Quant aux écologistes proches de Brice Lalonde, ex-candidat à la présidentielle, ils se réunissent sous la bannière « Aujourd'hui l'écologie ».

## Résultats

### Résultats à l'échelle du département
| Parti          | Parti                                           | Premier tour | Premier tour | Second tour | Second tour | Sièges |
| Parti          | Parti                                           | Voix         | %            | Voix        | %           | Sièges |
| -------------- | ----------------------------------------------- | ------------ | ------------ | ----------- | ----------- | ------ |
|                | Parti socialiste                                | 106 236      | 35,33        | 147 206     | 56,87       | 4      |
|                | Parti communiste français                       | 54 968       | 18,28        | Retrait     | Retrait     | 0      |
|                | Majorité présidentielle                         | 161 204      | 53,61        | 147 206     | 56,87       | 4      |
|                |                                                 |              |              |             |             |        |
|                | Rassemblement pour la République                | 113 969      | 37,90        | 111 655     | 43,13       | 1      |
|                | Union pour la démocratie française              | 14 639       | 4,87         | Retrait     | Retrait     | 0      |
|                | Union pour la nouvelle majorité                 | 128 608      | 42,77        | 111 655     | 43,13       | 1      |
|                |                                                 |              |              |             |             |        |
|                | Extrême gauche                                  | 4 928        | 1,64         |             |             | 0      |
|                | Parti socialiste unifié                         | 2 175        | 0,72         | 0           |             |        |
|                | Divers écologiste (dont Aujourd'hui l'écologie) | 2 141        | 0,71         | 0           |             |        |
|                | Parti radical                                   | 1 653        | 0,55         | 0           |             |        |
|                | Extrême droite                                  | 3            | 0,00         | 0           |             |        |
|                |                                                 |              |              |             |             |        |
| Inscrits       | Inscrits                                        | 409 113      | 100,00       | 337 368     | 100,00      | 5      |
| Abstentions    | Abstentions                                     | 103 997      | 25,42        | 73 375      | 21,75       |        |
| Votants        | Votants                                         | 305 116      | 74,58        | 263 993     | 78,25       |        |
| Blancs et nuls | Blancs et nuls                                  | 4 404        | 1,44         | 5 132       | 1,94        |        |
| Exprimés       | Exprimés                                        | 300 712      | 98,56        | 258 861     | 98,06       |        |

### Résultats par circonscription

#### Première circonscription (Beauvais-Nord)
|                       | Marcel Dassault sortant réélu | RPR (UNM)      | 30 285 | 53,96  |  |  |  |
|                       | Walter Amsallem               | PS             | 18 925 | 33,72  |  |  |  |
|                       | Claude Aury                   | PCF            | 5 534  | 9,86   |  |  |  |
|                       | Michel Breton                 | LO             | 1 382  | 2,46   |  |  |  |
|                       |                               |                |        |        |  |  |  |
| Inscrits              | Inscrits                      | Inscrits       | 71 718 | 100,00 |  |  |  |
| Abstentions           | Abstentions                   | Abstentions    | 14 785 | 20,62  |  |  |  |
| Votants               | Votants                       | Votants        | 56 933 | 79,38  |  |  |  |
| Blancs et nuls        | Blancs et nuls                | Blancs et nuls | 807    | 1,42   |  |  |  |
| Exprimés              | Exprimés                      | Exprimés       | 56 126 | 98,58  |  |  |  |
| Source : Data.gouv.fr |                               |                |        |        |  |  |  |

#### Deuxième circonscription (Compiègne)
| Candidat       | Candidat                     | Parti          | Premier tour | Premier tour | Second tour | Second tour |  |
| Candidat       | Candidat                     | Parti          | Voix         | %            | Voix        | %           |  |
| -------------- | ---------------------------- | -------------- | ------------ | ------------ | ----------- | ----------- |  |
|                | Roland Florian sortant réélu | PS             | 23 100       | 40,56        | 35 162      | 58,43       |  |
|                | Philippe Marini              | RPR (UNM)      | 12 710       | 22,32        | 25 011      | 41,57       |  |
|                | François-Michel Gonnot       | UDF (PR)       | 10 845       | 19,04        | Retrait     | Retrait     |  |
|                | Daniel van den Brock         | PCF            | 8 297        | 14,57        |             |             |  |
|                | Jean-François Cochet         | PSU            | 1 054        | 1,85         |             |             |  |
|                | Jean-Marie Pachocinski       | LO             | 942          | 1,65         |             |             |  |
|                |                              |                |              |              |             |             |  |
| Inscrits       | Inscrits                     | Inscrits       | 79 419       | 100,00       | 79 417      | 100,00      |  |
| Abstentions    | Abstentions                  | Abstentions    | 21 580       | 27,17        | 17 804      | 22,42       |  |
| Votants        | Votants                      | Votants        | 57 839       | 72,83        | 61 613      | 77,58       |  |
| Blancs et nuls | Blancs et nuls               | Blancs et nuls | 891          | 1,54         | 1 440       | 2,34        |  |
| Exprimés       | Exprimés                     | Exprimés       | 56 948       | 98,46        | 60 173      | 97,66       |  |

#### Troisième circonscription (Clermont)
| Candidat       | Candidat                | Parti          | Premier tour | Premier tour | Second tour | Second tour |  |
| Candidat       | Candidat                | Parti          | Voix         | %            | Voix        | %           |  |
| -------------- | ----------------------- | -------------- | ------------ | ------------ | ----------- | ----------- |  |
|                | Jean-Pierre Braine élu  | PS             | 19 740       | 34,70        | 36 593      | 60,84       |  |
|                | Jean-Marc Simon         | RPR (UNM)      | 16 042       | 28,20        | 23 553      | 39,16       |  |
|                | Raymond Maillet sortant | PCF            | 15 449       | 27,16        | Retrait     | Retrait     |  |
|                | Jean-Michel Sinet       | UDF (CDS)      | 3 794        | 6,67         |             |             |  |
|                | Michel Bouvier          | PSU            | 1 121        | 1,97         |             |             |  |
|                | Philippe Lazarevitch    | LO             | 745          | 1,31         |             |             |  |
|                |                         |                |              |              |             |             |  |
| Inscrits       | Inscrits                | Inscrits       | 78 529       | 100,00       | 78 520      | 100,00      |  |
| Abstentions    | Abstentions             | Abstentions    | 20 634       | 26,28        | 16 933      | 21,57       |  |
| Votants        | Votants                 | Votants        | 57 895       | 73,72        | 61 587      | 78,43       |  |
| Blancs et nuls | Blancs et nuls          | Blancs et nuls | 1 004        | 1,73         | 1 441       | 2,34        |  |
| Exprimés       | Exprimés                | Exprimés       | 56 891       | 98,27        | 60 146      | 97,66       |  |

#### Quatrième circonscription (Senlis)
| Candidat       | Candidat               | Parti             | Premier tour | Premier tour | Second tour | Second tour |  |
| Candidat       | Candidat               | Parti             | Voix         | %            | Voix        | %           |  |
| -------------- | ---------------------- | ----------------- | ------------ | ------------ | ----------- | ----------- |  |
|                | Arthur Dehaine sortant | RPR (UNM)         | 29 756       | 38,52        | 34 964      | 42,74       |  |
|                | Jean Anciant élu       | PS                | 28 480       | 36,87        | 46 848      | 57,26       |  |
|                | Maurice Bambier        | PCF               | 15 907       | 20,59        | Retrait     | Retrait     |  |
|                | Olivier Liétard        | MÉP               | 1 864        | 2,41         |             |             |  |
|                | Roland Szpirko         | LO                | 631          | 0,82         |             |             |  |
|                | Annie Roux             | Divers écologiste | 277          | 0,36         |             |             |  |
|                | Philippe Velut         | Extrême gauche    | 269          | 0,35         |             |             |  |
|                | Daniel Assouline       | Extrême gauche    | 55           | 0,07         |             |             |  |
|                | Anne-Marie Laurent     | PFN               | 1            | 0,00         |             |             |  |
|                |                        |                   |              |              |             |             |  |
| Inscrits       | Inscrits               | Inscrits          | 108 707      | 100,00       | 108 699     | 100,00      |  |
| Abstentions    | Abstentions            | Abstentions       | 30 552       | 28,1         | 25 537      | 23,49       |  |
| Votants        | Votants                | Votants           | 78 155       | 71,9         | 83 162      | 76,51       |  |
| Blancs et nuls | Blancs et nuls         | Blancs et nuls    | 915          | 1,17         | 1 350       | 1,62        |  |
| Exprimés       | Exprimés               | Exprimés          | 77 240       | 98,83        | 81 812      | 98,38       |  |

#### Cinquième circonscription (Beauvais-Sud)
| Candidat       | Candidat                     | Parti          | Premier tour | Premier tour | Second tour | Second tour |  |
| Candidat       | Candidat                     | Parti          | Voix         | %            | Voix        | %           |  |
| -------------- | ---------------------------- | -------------- | ------------ | ------------ | ----------- | ----------- |  |
|                | Jean-François Mancel sortant | RPR (UNM)      | 25 176       | 47,05        | 28 127      | 49,58       |  |
|                | Guy Vadepied élu             | PS             | 15 991       | 29,89        | 28 603      | 50,42       |  |
|                | Jean Sylla                   | PCF            | 9 781        | 18,28        | Retrait     | Retrait     |  |
|                | Raymond Laffolley            | Rad            | 1 653        | 3,09         |             |             |  |
|                | Dominique Palacio            | LO             | 904          | 1,69         |             |             |  |
|                | J. Vigneron                  | PFN            | 2            | 0,00         |             |             |  |
|                |                              |                |              |              |             |             |  |
| Inscrits       | Inscrits                     | Inscrits       | 70 740       | 100,00       | 70 732      | 100,00      |  |
| Abstentions    | Abstentions                  | Abstentions    | 16 446       | 23,25        | 13 101      | 18,52       |  |
| Votants        | Votants                      | Votants        | 54 294       | 76,75        | 57 631      | 81,48       |  |
| Blancs et nuls | Blancs et nuls               | Blancs et nuls | 787          | 1,45         | 901         | 1,56        |  |
| Exprimés       | Exprimés                     | Exprimés       | 53 507       | 98,55        | 56 730      | 98,44       |  |